# Yosef Meir Kahana
Yosef Meir Kahana (n. anii 1910, România – d. 16 ianuarie 1978) a fost un rabin hasidic originar din România, al doilea Rebbe al dinastiei hasidice Spinka. Acesta a avut un rol esențial în renașterea postbelică a dinastiei hasidice, reorganizând comunitatea în Ierusalim.